# 大道乐园
大道乐园又译为中途公园（Midway Plaisance）是芝加哥南区的一个公园。它长一英里，宽220码，沿着59街和60街延伸，西端连接华盛顿公园，东端则是杰克逊公园（Jackson Park）。它隔开了北侧的海德公园（Hyde Park）社区与南侧的伍德劳恩（Woodlawn）社区，在市中心卢普区以南6英里（10公里）, 靠近密歇根湖。
大道乐园最初是1893年芝加哥哥伦布纪念博览会的游乐园。在20世纪初，部分按照纽约市中央公园的设计者弗雷德里克·奧姆斯德的规划，布置了景观树木，但没有开辟威尼斯运河，来连接杰克逊公园和华盛顿公园的泻湖。今天，大道乐园基本上仍然是一片绿地，穿过芝加哥大学校园的南部，两边都是大学及相关建筑。

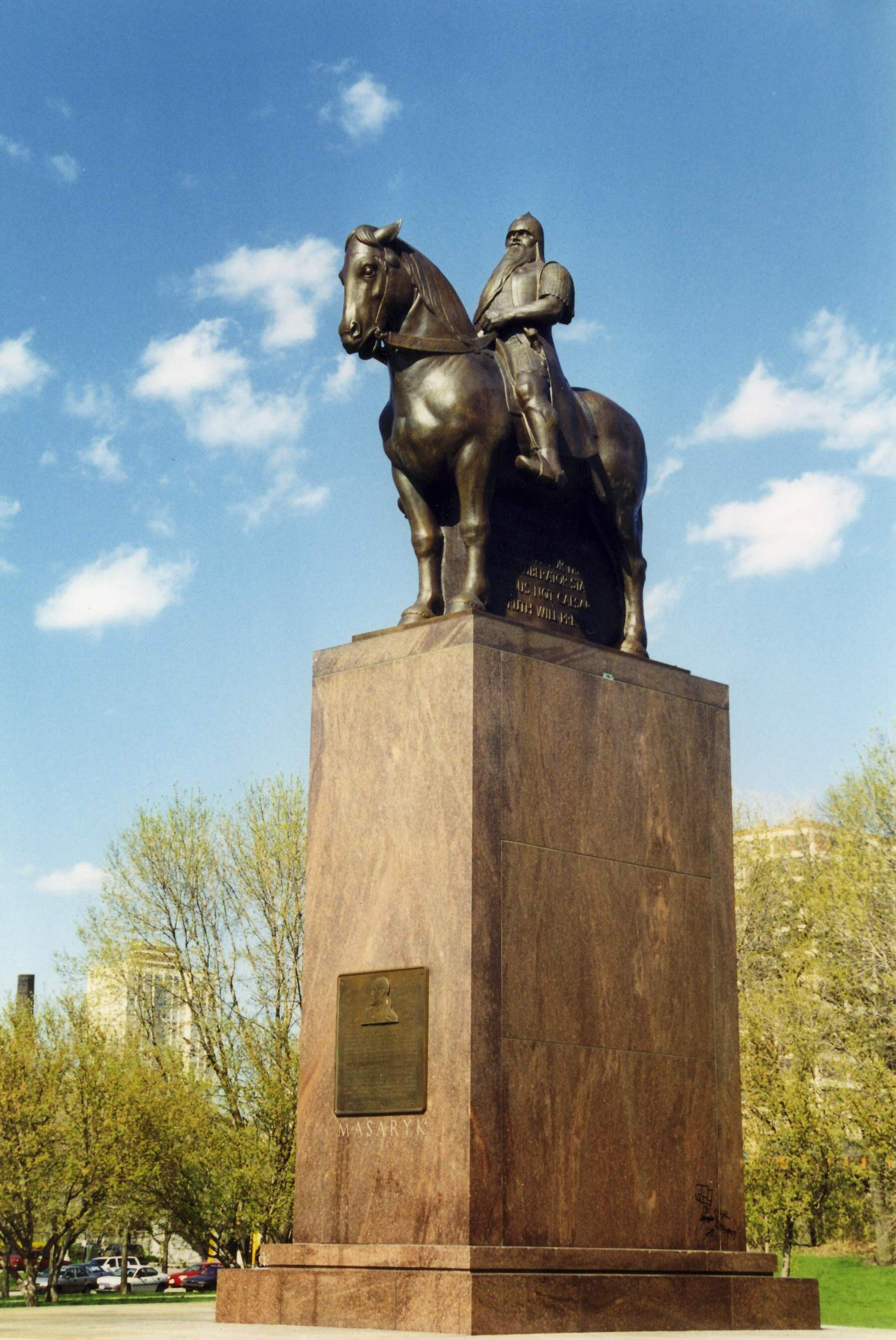
捷克斯洛伐克首任总统托马斯·马萨里克雕像